# Голобок
Голобок је насеље у Србији у општини Смедеревска Паланка у Подунавском округу. Према попису из 2022. има 1616 становника (према попису из 2011. било је 1981 становника).

## Историја
Голобок се налази северно од Паланке, у општини Смедеревске паланке.
Нема података на основу којих би се могла утрдити старост овог насеља. Али има трагова које говоре да је овде још у врло раним временима постојало насеље.
На Врановачком Брду су 1901. г. сељаци ископавали златан ђердан, златно и сребрно прстење. Ово су свакако трагови из римског доба, а и за Камени Бунар се мисли да је из тога доба. Западно од села, близу Влахова, постоји место које се зове „Селиште“, на коме је свакако раније било неко насеље.
Голобок се помиње у арачким списковима (порески спискови) и имао је 1818. г. 39 а 1822. г. 44 куће. Године 1846. село је имало 86 кућа, а по попису 1921. г. у селу је било 452 куће са 2619 становника.
Село је основано у Потоку, ту су биле прве куће; и ту су се настанили преци Гајића (Игњатовића), који су „први ударили колац у селу.“ Дошли су овамо из Црне Горе, још за владе Турака. Турке су често нападали и многа зла задавали. Због тога ови нису радо пролазили кроз Голобок и жалили су се да им много сметају „ они голих бокова“, јер су Гајићи носили „ срозане чакшире.“ По овоме, веле, Гјићи су названи Голобочанима, а по њима и село (данас имају разна презимена), Гајићи, Рашковићи, Јозићи, Ивановићи и Ђурђевићи.
Затим има досељеника из Црне Горе (Поповићи ), па из Качера (Шилопојци), затим из Осата (Паучинци-Николићи), из Гуче у Драгачеву (Николићи, Мијаиловићи, Милојевићи, Ерићи и Пертровићи), од Вучитрна (Косово и Метохија) (Ивковићи, Живковићи) и т. д. По пореклу се становништво може груписати : било је 17 породица са 182 куће динарских досељеника, 10 породица са 214 кућа косовско метохијских досељеника, 3 породице са 22 куће шопских досељеника, 1 породица са 4 куће досељеника из „прека“ (Војводине), 8 кућа досељеника из околине и 2 куће Рома (цигана) закључно са 1921. годином. (подаци крајем 1921. године).
Овде се налазе ОШ „Никола Тесла” Голобок, Црква Светог Вазнесења у Голобоку, Споменик погинулима у Другом светском рату у Голобоку и Споменик незнаним јунацима у Голобоку.

## Демографија
У насељу Голобок живи 1921 пунолетни становник, а просечна старост становништва износи 41,8 година (40,3 код мушкараца и 43,4 код жена). У насељу има 631 домаћинство, а просечан број чланова по домаћинству је 3,80.
Ово насеље је великим делом насељено Србима (према попису из 2002. године), а у последња три пописа, примећен је пад у броју становника.
|  |

| Демографија | Демографија | Демографија |
| Година      | Становника  | Становника  |
| ----------- | ----------- | ----------- |
| 1948.       | 3.443       |             |
| 1953.       | 3.541       |             |
| 1961.       | 3.404       |             |
| 1971.       | 3.160       |             |
| 1981.       | 2.972       |             |
| 1991.       | 2.714       | 2.662       |
| 2002.       | 2.396       | 2.555       |
| 2011.       | 1.981       |             |
| 2022.       | 1.616       |             |

| Етнички састав према попису из 2002.‍ | Етнички састав према попису из 2002.‍ | Етнички састав према попису из 2002.‍ | Етнички састав према попису из 2002.‍ | Етнички састав према попису из 2002.‍ |
| ------------------------------------ | ------------------------------------ | ------------------------------------ | ------------------------------------ | ------------------------------------ |
|                                      |                                      |                                      |                                      |                                      |
| Срби                                 | Срби                                 |                                      | 2.367                                | 98,78%                               |
| Хрвати                               | Хрвати                               |                                      | 6                                    | 0,25%                                |
| Македонци                            | Македонци                            |                                      | 3                                    | 0,12%                                |
| Црногорци                            | Црногорци                            |                                      | 2                                    | 0,08%                                |
| Југословени                          | Југословени                          |                                      | 2                                    | 0,08%                                |
| Словенци                             | Словенци                             |                                      | 1                                    | 0,04%                                |
| непознато                            | непознато                            |                                      | 7                                    | 0,29%                                |

| Година пописа     | 1948. | 1953. | 1961. | 1971. | 1981. | 1991. | 2002. |
| ----------------- | ----- | ----- | ----- | ----- | ----- | ----- | ----- |
| Број домаћинстава | 675   | 707   | 733   | 692   | 677   | 687   | 631   |

| Број чланова      | 1  | 2   | 3  | 4  | 5  | 6  | 7  | 8  | 9 | 10 и више | Просек |
| ----------------- | -- | --- | -- | -- | -- | -- | -- | -- | - | --------- | ------ |
| Број домаћинстава | 90 | 119 | 93 | 96 | 93 | 78 | 35 | 17 | 9 | 1         | 3,80   |

| Пол    | Укупно | Неожењен/Неудата | Ожењен/Удата | Удовац/Удовица | Разведен/Разведена | Непознато |
| ------ | ------ | ---------------- | ------------ | -------------- | ------------------ | --------- |
| Мушки  | 1.019  | 270              | 644          | 74             | 31                 | 0         |
| Женски | 979    | 120              | 661          | 181            | 16                 | 1         |
| УКУПНО | 1.998  | 390              | 1.305        | 255            | 47                 | 1         |

| Пол    | Укупно                    | Пољопривреда, лов и шумарство | Рибарство                            | Вађење руде и камена | Прерађивачка индустрија       |
| ------ | ------------------------- | ----------------------------- | ------------------------------------ | -------------------- | ----------------------------- |
| Мушки  | 765                       | 593                           | 0                                    | 0                    | 79                            |
| Женски | 495                       | 435                           | 0                                    | 0                    | 13                            |
| УКУПНО | 1.260                     | 1.028                         | 0                                    | 0                    | 92                            |
| Пол    | Производња и снабдевање   | Грађевинарство                | Трговина                             | Хотели и ресторани   | Саобраћај, складиштење и везе |
| Мушки  | 5                         | 18                            | 20                                   | 7                    | 18                            |
| Женски | 1                         | 0                             | 17                                   | 5                    | 2                             |
| УКУПНО | 6                         | 18                            | 37                                   | 12                   | 20                            |
| Пол    | Финансијско посредовање   | Некретнине                    | Државна управа и одбрана             | Образовање           | Здравствени и социјални рад   |
| Мушки  | 0                         | 0                             | 10                                   | 7                    | 5                             |
| Женски | 0                         | 0                             | 1                                    | 7                    | 14                            |
| УКУПНО | 0                         | 0                             | 11                                   | 14                   | 19                            |
| Пол    | Остале услужне активности | Приватна домаћинства          | Екстериторијалне организације и тела | Непознато            | Непознато                     |
| Мушки  | 2                         | 0                             | 0                                    | 1                    | 1                             |
| Женски | 0                         | 0                             | 0                                    | 0                    | 0                             |
| УКУПНО | 2                         | 0                             | 0                                    | 1                    | 1                             |

## Коришћена Литература:
- Коришћена Литература:
- Извор Монографија Подунавске области 1812-1927 саставио Др, Владимир Марган бив. Председник Обласног одбора Комесар Обласне Самоуправе, објавјено (1927 г.)„Напредак Панчево,,
- „Летопис“: Подунавска места и обичаји Марина (Беч 1999 г.).

Летопис период 1812 – 2009 г. Саставио од Писаних трагова, Летописа, по предању места у Јужној Србији, места и обичаји настанак села ко су били Досељеници чиме се бавили мештани
- Напомена

У уводном делу аутор је дао кратак историјски преглед овог подручја од праисторијских времена до стварање државе Краљевине Срба, Хрвата и Словенаца. Највећи прилог у овом делу чине ,»Летописи« и трудио се да не пропусти ниједну важну чињеницу у прошлости описиваних места.